# Shannonomyia (Shannonomyia) oslari
Shannonomyia (Shannonomyia) oslari is een tweevleugelige uit de familie steltmuggen (Limoniidae). De soort komt voor in het Nearctisch gebied.